# Вишняускас, Бронюс
Бро́нюс Вишня́ускас (лит. Bronius Vyšniauskas; 1 мая 1923, Гелнай, Кедайнский район — 27 июня 2015, Вильнюс) — литовский скульптор; заслуженный деятель искусств Литовской ССР (1963), лауреат Государственной премии Литовской ССР (1973), народный художник Литовской ССР (1973), профессор (1978).

## Биография
В 1947 году окончил Каунасский институт прикладного и декоративного искусства. С 1947 года участвовал в выставках. В 1948—1994 годах преподавал в Вильнюсском художественном институте, в 1951 году преобразованном в Государственный художественный институт Литовской ССР; профессор (1978).

## Творчество

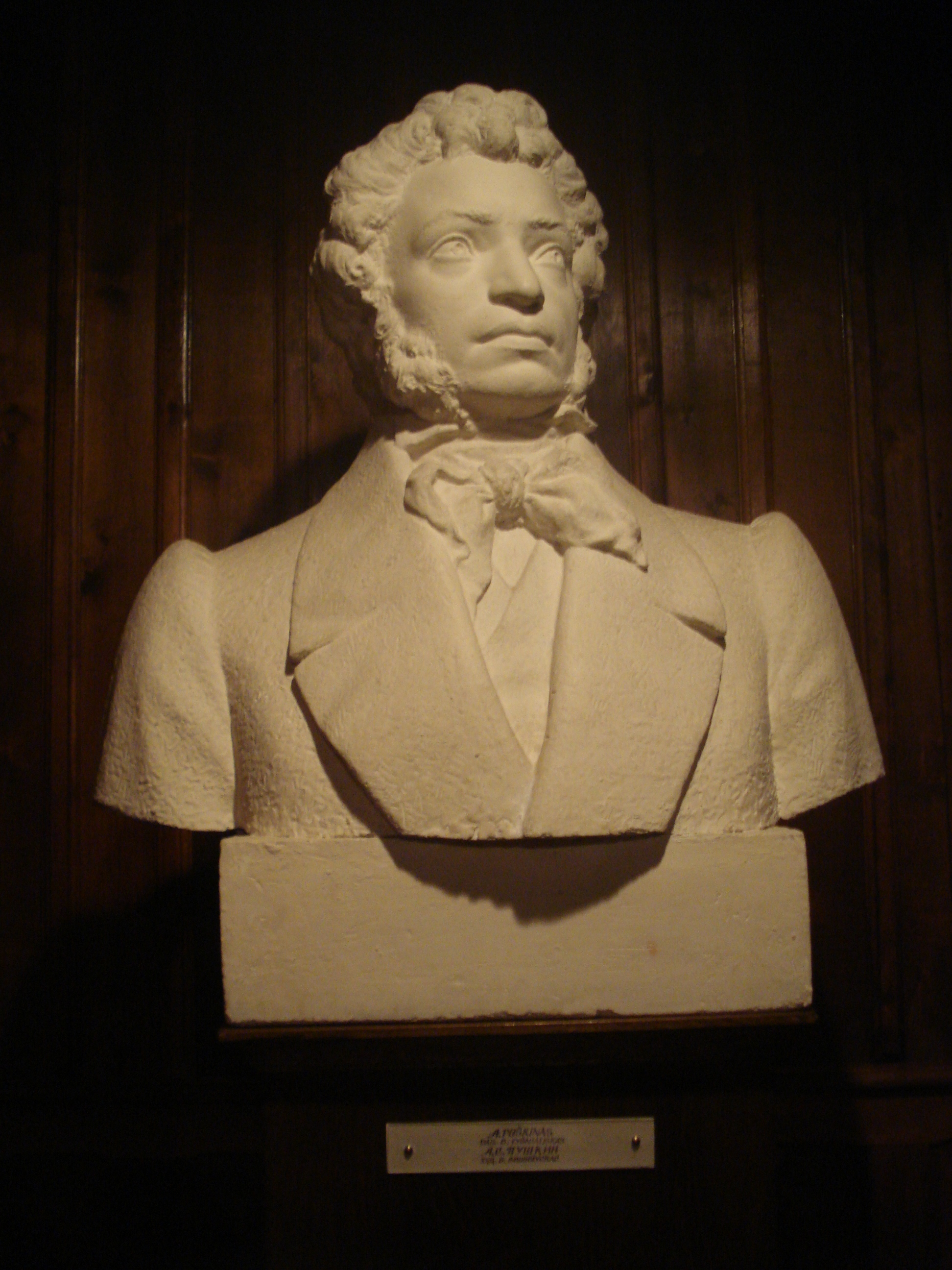
Бюст Пушкина

Автор скульптурных портретов (Казимераса Буги и других), камерных скульптур («Минута отдыха», 1957; «Мать с ребёнком», 1965), памятника на могиле писателя Йонаса Билюнаса под Аникщяй, надгробного памятника Повиласу Вишинскису на кладбище Расу в Вильнюсе, 1971), надгробий, рельефов.
Наиболее значительные произведения:
- скульптурная группа «Промышленность и строительство» на мосту И. Черняховского (совместно с Н. Пятрулисом; 1952, Зелёный мост, Вильнюс; в 2015 году скульптуры сняты[1])
- памятник А. С. Пушкину (1955, Вильнюс; ныне в парке Маркучяй, рядом с Литературным музеем А. С. Пушкина
- декоративные скульптуры «Ратничеле» и «Материнство» (1959, Друскининкай)
- памятник «Четверо коммунистов» (совместно с Н. Пятрулисом; 1973, Каунас; ныне в парке Грутас)
- скульптура и рельефы монумента Советской армии — освободительнице в Крижкальнисе[2] (1972; Государственная премия Литовской ССР, 1973; ныне в парке Грутас[1])
- надгробный памятник литовскому революционеру, основателю и руководителю Литовско-Белорусской советской республики 1919 года Винцасу Мицкявичюсу-Капсукасу на Новодевичьем кладбище в Москве
- памятник поэту Адаму Мицкевичу (Шальчининкай, 1998)

Произведения хранятся в Литовском художественном музее в Вильнюсе.